# Postamt Salbke

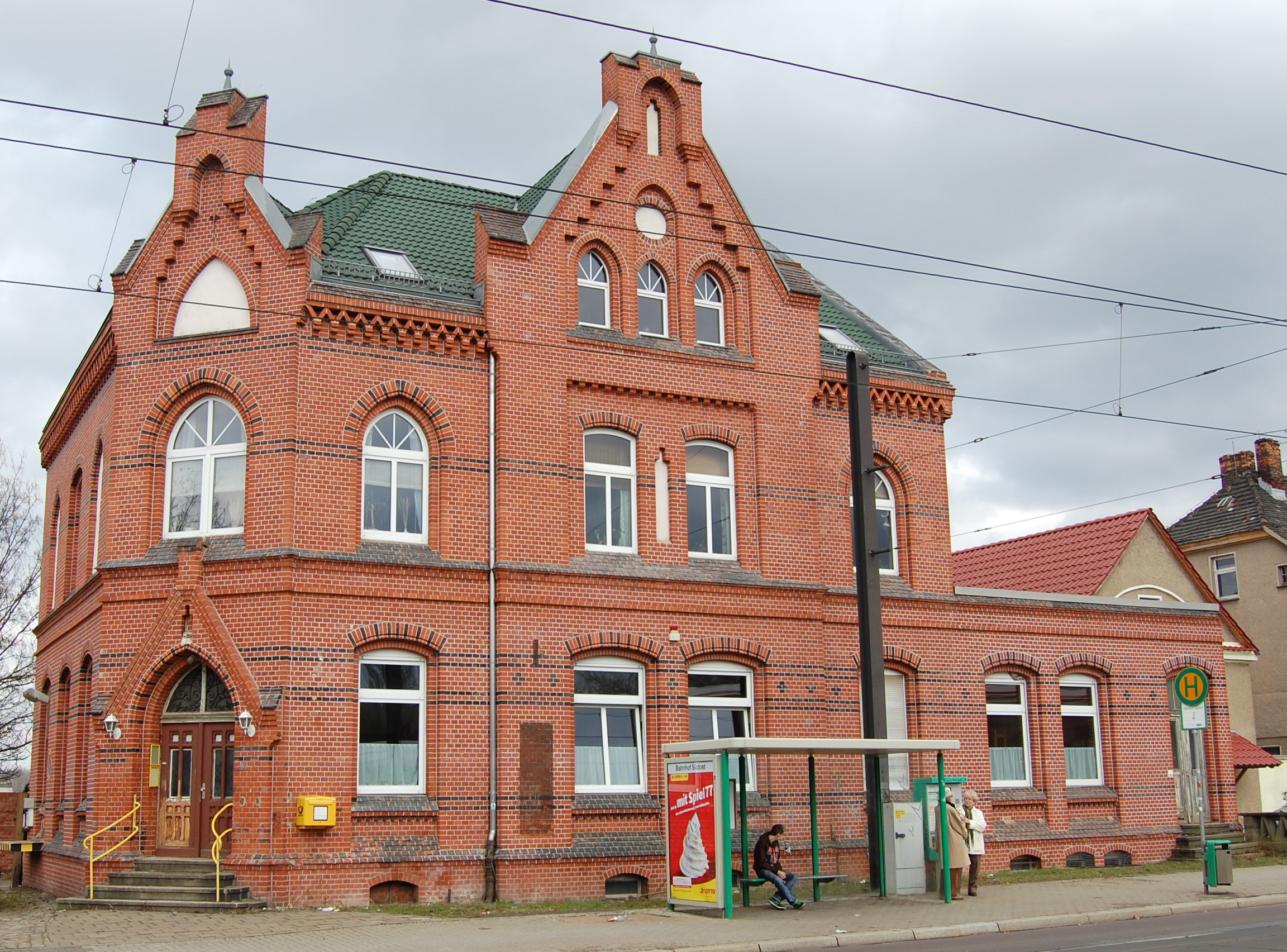
Postamt Salbke

Das Postamt Salbke ist ein denkmalgeschütztes Gebäude im Magdeburger Stadtteil Salbke.
Das ehemals als Postamt genutzte Gebäude befindet sich mit der Hausnummer 59 an der östlichen Seite der Hauptstraße Alt Salbke unmittelbar gegenüber der Einmündung der bereits zu Westerhüsen gehörenden Welsleber Straße.

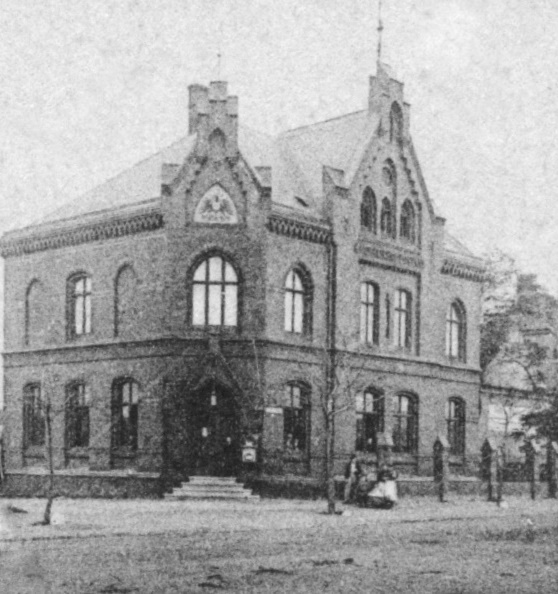
Postamt Salbke um 1900

Das Postamt wurde im Jahr 1893 als Kaiserliches Postamt Salbke errichtet. An dem Standort hatte sich zuvor einmal der Gasthof zur Eiche befunden, der bereits auf Landkarten aus dem Jahr 1841 eingetragen ist. Der Entwurf des Postamtes stammte vom Maurermeister Hermann Schrader der auch den Bau selbst im Auftrage der Oberpostdirektion Magdeburg durchführte. Es entstand ein markantes, zweigeschossiges Gebäude. Im Baustil des mit roten Klinkern errichteten Gebäudes finden sich neogotische Elemente. Im Erdgeschoss befanden sich sowohl die Schalterhalle als auch sonstige Diensträume. Ein kleiner eingeschossiger Anbau an der Südseite wurde später im gleichen Baustil angefügt. Im oberen Geschoss war eine Dienstwohnung untergebracht. Im Giebel des Hauses befand sich die Abbildung eines Preußischen Adlers. Zur Straße hin stand ein dem Stil des Gebäudes angepasster Zaun.
Die Nutzung als Postfiliale ist zwischenzeitlich beendet. Stattdessen dient das Haus heute Wohnzwecken. An der Straßenfront ist auch heute ein Briefkasten angebracht, der noch an den ursprünglichen Zweck des Hauses erinnert.